# Begonia tessaricarpa
Espèce
Begonia tessaricarpa est une espèce de plantes de la famille des Begoniaceae.
L'espèce fait partie de la section Sphenanthera.
Elle a été décrite en 1879 par Charles Baron Clarke (1832-1906).

## Répartition géographique
Cette espèce est originaire des pays suivants : Chine ; Inde.